# Mujer desnuda acostada (Renoir)
Mujer desnuda acostada (en francés: Femme nue couchée) es un cuadro de Pierre-Auguste Renoir realizado alrededor de 1906-1907, durante su período nacarado. Consiste en un desnudo pintado al estilo impresionista y se conserva en el Museo de la Orangerie de París.

## Historia
Pintado durante la primera década del siglo XX, el cuadro se relaciona con el período nacarado del artista.
Renoir mantuvo esta obra en su estudio hasta su muerte diez años después, por lo que es difícil fecharlo con precisión. Otros cuadros de desnudos acostados, con posiciones ligeramente diferentes, fueron pintados por el artista entre 1902 y 1907: 
- Desnudo acostado (La panadera), 1902 ;
- Desnudo alargado, 1902-1903 ;
- Bañista alargada, 1906 ;
- Gran desnudo (desnudo en los cojines), 1907...

Renoir usó a varias modelos, incluyendo a Gabrielle Renard, quien era la niñera de su hijo Jean, convirtiéndose en la musa del pintor. 
El cuadro mujer desnuda acostada se exhibió por primera vez en 1927, en la galería Bernheim-Jeune en París. Adquirido por el Estado en 1960, hoy se encuentra en el Museo de la Orangerie.

## Descripción
Este desnudo alargado es una de las obras más sensuales de Renoir. Sobre un fondo neutro, que contrasta con la impresión de suavidad que emerge de la forma y la posición de los cojines, Renoir colocó a una joven desnuda, acostada sobre una sábana blanca, el cuerpo del lado izquierdo, la cabeza apoyada en la mano.
Las numerosas pinturas de Renoir de mujeres desnudas en la naturaleza están en armonía con el paisaje circundante. Es más raro verlo pintar al desnudo en el interior al estilo de Goya o de Manet.